# Xerez CD
Xerez Club Deportivo, S.A.D. este un club de fotbal din Spania din Jerez de la Frontera, Andalusia.Fondat pe 24 septembrie 1947 jucat pentru prima oară în La Liga în sezonul 2008-2009.
Locul de desfășurare a meciurilor de acasă este stadionul Municipal de Chapín cu o capacitate de 20.300 de locuri.